# 알프레드 슈츠
알프레드 슈츠(Alfred Schutz, 1899년 4월 13일 ~ 1959년 5월 20일)는 오스트리아의 철학자이자, 사회학과 현상학을 접목한 사회현상학자이다. 20세기의 중요한 사회과학의 이론가 중 하나로 꼽힌다. 본명은 알프레트 쉬츠(독일어: Alfred Schütz)이다. 저서 《사회적 세계의 현상학》(Phenomenology of the Social World)을 통해 에드문트 후설의 작업을 사회과학과 연관지으면서 막스 베버의 사회학에 철학적 기반을 형성했다.
1899년 오스트리아 빈에서 유대인 중산층 가정의 외아들로 태어났으며, 고등학교 졸업 후 제1차 세계대전에 참전했다. 전후 빈 대학교에서 법학을 전공하며 막스 베버의 강의를 접했다. 독일에서 아돌프 히틀러가 집권하자 1938년 파리로 거처를 옮겼으며, 1939년 미국으로 옮겨 사회연구 뉴 스쿨에서 강의하였다. 1959년 뉴욕시에서 사망했으며, 사후 네 권의 저작집이 출판되었다.